# Zeitschrift für wissenschaftliche Geographie
Die Zeitschrift für wissenschaftliche Geographie, unter Mitberücksichtigung des höheren geographischen Unterrichts erschien ab 1880 in Weimar und wurde von Julius Kettler begründet, dem Leiter des seinerzeitigen Bertuchschen Geographischen Instituts. Die Zeitschrift beschäftigte sich mit wissenschaftlicher Geographie und diente laut ihrem vollen Titel auch der Unterrichtung beispielsweise von Abiturienten und Studenten. Laut bisherigen Erkenntnissen erschien das Blatt mutmaßlich bis zur Ausgabe 8 im Jahr 1891.